# Farbdruck
Als Farbdruck bezeichnet man in der Drucktechnik ein Druckverfahren, bei dem mehrere Druckfarben eingesetzt werden, aber auch einzelne mittels Farbdruck hergestellte Drucke. Aus den drei Grundfarben Cyan, Magenta und Gelb (CMY-Modell) lassen sich auf dem Papier viele Farbtöne darstellen. Dieses Verfahren mit drei Farben wird jedoch nur bei wenigen Anwendungen (z. B.  bei Tintenstrahldruckern) eingesetzt. Für den Kontrast wird zusätzlich Schwarz benötigt.
Man unterscheidet
- den Vierfarbdruck, bei dem das CMY-Modell durch Schwarz (K = Kontrast) zum CMYK-Farbmodell erweitert wird. Bei Nass-in-nass-Druck bringt man zuerst das Schwarz auf, so dass der Kontrast im Bild erhalten bleibt,
- den Sechsfarbdruck, bei dem als weitere Druckfarben Grün und Orange hinzu kommen. Dieses Verfahren wird von der Firma Pantone entwickelt und unter dem Produktnamen Hexachrome vertrieben.
- den Mehrfarbdruck mit verschiedenen definierten Schmuckfarben.

Die Grundfarben werden im Gegensatz zu den Schmuckfarben auch als Prozessfarben bezeichnet. Zum Beispiel für den Offsetdruck muss zuvor eine Farbseparation stattfinden.
Erfunden wurde der Farbdruck im 11. Jahrhundert in Asien. In der Geschichte des industriellen Farbdrucks in Europa erlangte die Chromolithografie, 1837 für Godefroy Engelmann patentiert, Bedeutung. Sie war bis in die 1930er Jahre das gängige Verfahren für farbige Illustrationen hoher Qualität.

## Geschichtlicher Überblick
| Jahr | Erfindung                     | Erfinder                | Anwendungsbereich                                    |
| ---- | ----------------------------- | ----------------------- | ---------------------------------------------------- |
| 1719 | Drei- und Vierfarbdruck       | Jakob Christoph Le Blon | Buchillustration, Reproduktionstechnik, Tapetendruck |
| 1837 | Chromolithografie (Farbdruck) | Godefroy Engelmann      | Illustrationen, Kunstdruck                           |
| 1930 | Wasserloser Offsetdruck       | Heinrich Renck          | Weiterentwicklung des Offsetdrucks                   |
| 1953 | Laserdrucker                  | Bob Gundlach            | Kopiergeräte usw.                                    |